# Reactor pattern
Il Reactor Pattern è un Design Pattern per la programmazione orientata agli eventi e rientra nella categoria dei pattern concorrenti. Si applica ad un modello Client-Server in cui le richieste da parte dei client possono arrivare in qualsiasi momento in maniera concorrente. Viene anche chiamato dispatcher di eventi o notificatore.

## Applicazione
Questo pattern trova applicazione in quei sistemi in cui il server deve gestire le richieste dei client in maniera concorrente senza:
- bloccarsi indefinitivamente gestendo una singola richiesta,
- troppe difficoltà per aggiungere nuove funzionalità.

## Struttura
La soluzione prevede un Dispatcher che invia le richieste dei client al corrispondente gestore, disaccoppiando le componenti software di carattere generale da quelle specifiche dell'applicazione.

### Componenti
- Risorsa: un oggetto che rappresenta una risorsa del sistema operativo utilizzato dai client, su cui le operazioni possono essere bloccanti.
- Demultiplexer sincrono di eventi: resta in attesa di eventi su un set di handle. In C/C++ nei sistemi UNIX questo può essere implementato con la chiamata di sistema select().
- Inizializzatore del dispatcher: definisce i metodi per registrare, rimuovere e richiamare gli oggetti che gestiscono gli eventi (event handler).
- Event handler: è un'interfaccia generica che espone il metodo gestisci_evento(). Le classi derivate implementano questo metodo secondo la loro necessità (fanno l'override del metodo)

### Dinamica
- L'applicazione registra un gestore di eventi (event handler) concreto sull'inizializzatore del dispatcher e gli fornisce un riferimento alla risorsa corrispondente.
- L'inizializzatore crea un'associazione tra la risorsa su cui avverrà un evento e l'event handler in grado di gestirlo.
- quando un evento viene rilevato su una risorsa, il demultiplexer sincrono chiama la funzione gestisci_evento() dell'event handler corrispondente.

## Proprietà
I benefici apportati da questo pattern di programmazione sono un demultiplexing indipendente dall'applicazione e quindi riutilizzabile, oltre a modularità, estensione di funzionalità configurabilità molto elevate.
Si riscontrano però anche alcuni svantaggi:
- applicabilità ristretta: gli eventi devono essere riferiti a oggetti del sistema operativo e quest'ultimo deve fornire una chiamata di sistema corrispondente alla select() in Unix.
- non c'è prelazione: se un gestore di eventi chiama una funzione bloccante tutto il sistema si blocca. Le funzioni gestori di eventi devono quindi ritornare in tempi molto brevi per massimizzare la concorrenza
- il debug è complicato in quanto il controllo oscilla tra demultiplexer e event handler.